# Babięta
Babięta (niem. Babienten, 1938–1945 Babenten) – wieś w Polsce położona w województwie warmińsko-mazurskim, w powiecie mrągowskim, w gminie Piecki. W latach 1975–1998 miejscowość administracyjnie należała do województwa olsztyńskiego.
Wieś położona nad Babiecką Strugą, na szlaku kajakowym rzeki Krutyni. Założona została w XV w. (według innych autorów w XVI), a jej zaczątkiem była kuźnica hutnicza. We wsi znajduje się młyn wodny z początku XX w. – obecnie mieści się tu mała elektrownia wodna. We wsi znajduje się lądowisko Babięta dla małych samolotów oraz ośrodek wypoczynkowy z możliwością wynajęcia kajaków – Stanica Wodna, jako jeden z licznych obiektów stowarzyszenia PTTK.
Nazwa wsi jest pochodzenia staropruskiego i powstała od pobliskich jezior Babięty Wielkie i Babięty Małe. Jeziora te dawniej zapisywane były pod nazwami Bawand (1283), Babant (1388), Babat (1388). Etymologicznie najprawdopodobniej wywodzi się od słowa oznaczającego „babę” w znaczeniu „wiedźma, czarownica”. Gustaw Leyding uważa, że słowo to zostało zapożyczone z języka słowiańskiego (polskiego).

## Historia
Dawniej, rzeka Babięta była rzeką graniczną pomiędzy komturstwem elbląskim a komturstwem bałdzkim i jednocześnie między wójtostwem szczycieńskim a sześcieńskim – późniejszymi starostwami. Początkowo mieściła się w miejscu obecnej wsi osada hutnicza (XV wiek). Kuźnica hutnicza podlegała wójtom krzyżackim, a później starostom książęcym z Szestna. Mistrzowie kowalscy, dzierżawiący kuźnicę hutniczą, mieli prawo do rybołówstwa i piwowarstwa na własną potrzebę oraz bezpłatny wyrąb drzewa, przeznaczonego na węgiel drzewny do huty. Ruda darniowa pozyskiwana była w ramach szarwarku przez ludność z okolicznych wsi. W czasie wojny ze Szwecją (1655-1660) kuźnica została zniszczona. Po odbudowie funkcjonowała jeszcze do 1727 r. i produkowała kowadła, lemiesze i inne wyroby żelazne na potrzeby rolnicze. Pod koniec XIX pozostała po dawnej hucie szlaka została przewieziona do huty w Katowicach, w celu pozyskania żelaza z wykorzystaniem nowocześniejszych i bardziej efektywnych metod wytopu żelaza.
Wieś Babięta dzieliła się na dwie części (podzielona graniczną rzeką). Wschodnia część wsi podlegała pod wójtostwo z siedzibą w Szestnie, została założona w 1570 r. W 1785 r. było tu 6 domów i młyn. Zachodnia część wsi, podlegająca pod wójtostwo (późniejsze starostwo) w Szczytnie powstała dopiero w połowie XVII w. W 1785 r. było tu 13 domów. Obie części połączono w jedną wieś w 1816 r. i przyłączono do powiatu mrągowskiego. W tym czasie wieś składała się z 27 domów a zamieszkiwało w niej 151 osób. W 1838 we wsi było już 47 domów i 272 mieszkańców.
W XVII w. we wsi był także książęcy młyn wodny. Roczna opłata dzierżawna wynosiła w 1651 r. trzy łaszty żyta i sześć tuczników. Przy młynie znajdował się także tartak. Młyn i tartak funkcjonowały do 1930 r. W 1938 r. urzędową nazwę wsi zmieniono na Babenten.
Babięta leżące w granicach III Rzeszy 27 stycznia 1945 roku zdobyły wojska 50 Armii 2 Frontu Białoruskiego Armii Czerwonej.